# Le uova rotte
Le uova rotte (Les Œufs cassés) è un dipinto di Jean-Baptiste Greuze (1725-1805), realizzato nel 1756 e conservato al Metropolitan Museum of Art di New York.

## Descrizione
In una stanza miseramente arredata un bellimbusto, occupato a corteggiare una giovane ragazza, rompe maldestramente delle uova, e viene per questo rimproverato da una vecchia, mentre un bambino raccoglie una delle uova rotte. Si tratta della prima delle opere di Greuze nelle quali degli oggetti rotti sono usati per simboleggiare la perdita della verginità.

## Storia
L'autore esibì il quadro al Salon del 1757, con il titolo "parlante" Une Mère grondant un jeune Homme pour avoir renversé un Panier d’Oeufs que sa Servante apportoit du Marché. Un Enfant tente de raccomoder un oeuf cassé ("Una madre che sgrida un giovane per aver fatto cadere un paniere d'uova che la serva aveva portato dal mercato. Un bambino tenta di aggiustare un uovo rotto").
L'opera è esposta al Metropolitan Museum of Art, che l'acquisì nel 1920, nella galleria 630.